# テリー・フェンウィック
テレンス・ウィリアム・"テリー"・フェンウィック（Terence William　"Terry" Fenwick, 1959年11月17日 - ）は、イングランド・カウンティ・ダラム・シーハム出身の元サッカー選手。元イングランド代表。ポジションはDF。

## クラブ経歴
クリスタル・パレスFCのユースチーム出身。1976-1977シーズンと1977-78シーズンのFAユースカップ連覇の立役者であり、1-0で勝利したそれぞれの決勝で、それぞれ唯一のゴールを決めた。1978-79シーズンにチームが1部リーグに昇格した時期にはトップチームに定着。クリスタル・パレスでは70試合のリーグ戦に出場した。
1980年12月にテリー・ヴェナブルズの率いるクイーンズ・パーク・レンジャーズFCへ11万ポンドで移籍。クリスタル・パレス時代の指揮官の下へ移った。1981-82シーズン、FAカップの決勝に進出し、トッテナム・ホットスパーFC相手に同点ゴールを決めたが、再戦の末に敗退。準優勝に終わった。QPRではリーグ256試合に出場して33ゴールを挙げた。
1987年12月、トッテナム・ホットスパーへと移籍。移籍金は55万ポンド。またしてもヴェナブルズの下でプレーすることになった。トッテナムではリーグ93試合に出場し、9ゴールを挙げた。1990-91シーズンにレスター・シティFCへレンタル移籍したが、怪我により途中で打ち切られると、トッテナム復帰後も、怪我によりそのシーズンのFAカップ決勝での優勝メンバーから外れた。
1993年、新たにプレミアリーグへと昇格を果たしたスウィンドン・タウンFCへと加入した。28試合に出場したが、チームは1年で降格。その翌シーズンは出場機会がほぼ無く、退団。そのまま現役を引退した。

## 代表経歴
1984年にイングランド代表に初選出。1986 FIFAワールドカップの代表メンバーにも選ばれると、4試合に出場した。準々決勝のアルゼンチン代表戦ではディエゴ・マラドーナに抜かれ、「世紀のゴール」を喫した。
代表では通算20キャップを記録した。

## 監督経歴
1995年にポーツマスFCの監督に就任し、指導者に転向した。1996-97シーズンにチームを2部リーグ7位に導いたが、その翌シーズンは最下位に低迷し、1998年1月に解任。その後、テリー・ヴェナブルズが率いていた古巣クリスタル・パレスFCでアシスタントコーチに就いた。
2001年からはTTプロリーグのサン・フアン・ジャブロテFCを指揮。以降、2011年まで断続的にチームを指揮し、4度のリーグ優勝へ導いた。
2014年にプロキシマス・リーグのロワイヤル・セルクル・スポルティフ・ヴィゼの監督に就任したが、10月にクラブが破産した。
2020年1月からはトリニダード・トバゴ代表を指揮する予定だったが、 新型コロナウイルス感染症の世界的流行を受け、2021年1月まで1試合も指揮出来なかった。6月に契約解除された。